# Jake Wightman
Jake Wightman (* 11. Juli 1994 in Nottingham) ist ein britischer Mittelstreckenläufer, der sich auf die 800-Meter- und insbesondere die 1500-Meter-Distanz spezialisiert hat. Sein bisher größter sportlicher Erfolg ist der Gewinn der Goldmedaille über 1500 Meter bei den Weltmeisterschaften 2022 in Eugene.

## Sportliche Laufbahn
Erste Erfahrungen bei internationalen Meisterschaften sammelte Jake Wightman bei den Junioreneuropameisterschaften 2013 in Rieti, bei denen er in 3:44,14 min die Goldmedaille über 1500 Meter gewann. 2014 nahm er erstmals an den Commonwealth Games im schottischen Glasgow teil und schied dort über 1500 Meter in der ersten Runde aus. Zwei Jahre später nahm er an den Europameisterschaften in Amsterdam teil und erreichte dort im Finale über 1500 Meter in 3:47,68 min den siebten Platz. 2017 nahm er an den Weltmeisterschaften in London teil und schied dort in 3:41,79 min im Halbfinale aus. 2018 wurde Wightman britischer Hallenmeister über 1500 Meter. Bei den Hallenweltmeisterschaften in Birmingham belegte er im Finale den sechsten Platz. Im April startete er erneut bei den Commonwealth Games in Gold Coast und gewann dort in 3:35,97 min die Bronzemedaille über 1500 Meter hinter den Kenianern Elijah Manangoi und Timothy Cheruiyot. Über 800 Meter wurde er in 1:45,82 min zudem Vierter. Anfang August gewann er bei den Europameisterschaften in Berlin in 3:38,25 min im Finale die Bronzemedaille hinter dem Norweger Jakob Ingebrigtsen und dem Polen Marcin Lewandowski. Im Jahr darauf gelangte er bei den Weltmeisterschaften in Doha bis ins Finale und klassierte sich dort mit 3:31,87 min auf dem fünften Platz. 2020 siegte er in 1:44,18 min beim Ostrava Golden Spike über 800 Meter und im Jahr darauf siegte er in 3:34,67 min über 1500 Meter bei den FBK Games. Über 1500 Meter nahm er 2021 an den Olympischen Spielen in Tokio teil und klassierte sich dort mit 3:35,09 min im Finale auf dem zehnten Platz.
2022 siegte er zu Saisonbeginn in 1:46,44 min über 800 Meter beim Orange County Classic siegte dann Anfang Juni in 3:32,62 min beim Meeting International Mohammed VI d’Athlétisme de Rabat über 1500 Meter. Anschließend wurde er bei den Bislett Games in 3:50,30 min Dritter über die Meile. Im Juli sorgte Wightman bei den Weltmeisterschaften in Eugene für eine große Sensation, als er das Finale über die 1500 Meter in 3:29,23 min für sich entschied und unter anderem Olympiasieger Jakob Ingebrigtsen und Titelverteidiger Timothy Cheruiyot besiegte. Es war die erste britische Goldmedaille in dieser Disziplin seit Steve Cram im Jahr 1983. Anschließend gewann er bei den Commonwealth Games in Birmingham in 3:30,53 min die Bronzemedaille hinter dem Australier Oliver Hoare und Timothy Cheruiyot aus Kenia, ehe er sich bei den Europameisterschaften in München über die 800 Meter mit 1:44,91 min über 800 Meter nur dem Spanier Mariano García geschlagen geben musste. Daraufhin siegte er in 1:43,65 min über 800 Meter beim Memorial Van Damme und wurde bei Weltklasse Zürich in 1:44,10 min Dritter.
Er ist Absolvent der Loughborough University. Seine Mutter Susan Wightman bekannt unter dem Namen Tooby ist eine ehemalige Langstreckenläuferin und auch seine Tante Angela Tooby ist eine ehemalige Leichtathletin. 2022 wurde er britischer Meister im 1500-Meter-Lauf im Freien sowie 2018 in der Halle.

## Persönliche Bestzeiten
- 800 Meter: 1:43,65 min, 2. September 2022 in Brüssel
  - 800 Meter (Halle): 1:47,69 min, 25. Februar 2018 in Glasgow
- 1000 Meter: 2:13,88 min, 10. August 2022 in Monaco
  - 1000 Meter (Halle): 2:17,51 min, 25. Januar 2020 in Boston
- 1500 Meter: 3:29,23 min, 19. Juli 2022 in Eugene
  - 1500 Meter (Halle): 3:34,48 min, 13. Februar 2021 in New York City
- 1 Meile: 3:50,30 min, 16. Juni 2022 in Oslo
  - 1 Meile (Halle): 3:57,24 min, 28. Januar 2017 in Boston